# Cabinet Schwesig II
Pour les articles homonymes, voir Cabinet Schwesig.
Mecklembourg-Poméranie-Occidentale
Schwesig I 
Le cabinet Schwesig II (en allemand : Kabinett Schwesig II) est le gouvernement du Land de Mecklembourg-Poméranie-Occidentale depuis le 15 novembre 2021, sous la 8e législature du Landtag.
Il est dirigé par la sociale-démocrate Manuela Schwesig et formé après les élections régionales du 26 septembre 2021. Il se compose de huit ministres, dont une porte le titre de vice-ministre-président.
Il est constitué d'une coalition rouge-rouge entre le Parti social-démocrate et Die Linke.
Il succède au cabinet Schwesig I.

## Historique du mandat
Ce gouvernement est dirigé par la ministre-présidente sociale-démocrate sortante Manuela Schwesig. Il est constitué et soutenu par une « coalition rouge-rouge » entre le Parti social-démocrate d'Allemagne (SPD) et Die Linke (Linke). Ensemble, ils disposent de 43 députés sur 79, soit 54,4 % des sièges du Landtag.
Il est formé à la suite des élections régionales du 26 septembre 2021.
Il succède donc au cabinet Schwesig I, constitué et soutenu par une « grande coalition » entre le Parti social-démocrate et l'Union chrétienne-démocrate d'Allemagne (CDU).

### Formation
Lors des élections régionales, le Parti social-démocrate arrive nettement en tête. Il s'impose dans 34 des 36 circonscriptions et remporte son deuxième meilleur résultat de l'histoire du Land, après 2002. L'Union chrétienne-démocrate réalise sa pire performance régionale. Mathématiquement, le SPD peut reconduire la grande coalition ou constituer soit une coalition rouge-rouge, soit une coalition en feu tricolore avec l'Alliance 90/Les Verts (Grünen) et le Parti libéral-démocrate (FDP).
La direction du SPD se dit deux jours plus tard ouverte à toutes ces options. Après avoir mené plusieurs séries d'entretiens avec les différentes formations politiques, le Parti social-démocrate décide le 13 octobre d'engager des négociations de coalition avec Die Linke. Après trois semaines de discussions, les deux partis annoncent le 8 novembre avoir conclu un accord de coalition, qui permettra de former leur premier gouvernement conjoint depuis le cabinet Ringstorff II en 2002. Le contrat de coalition est ratifié simultanément par le SPD et la Linke le 13 novembre à la quasi-unanimité des deux congrès.
Lors du vote d'investiture organisé le 15 novembre au Landtag, Manuela Schwesig est effectivement réélue ministre-présidente par 41 voix pour, soit deux voix de moins que le total des groupes de sa coalition. Elle forme aussitôt son gouvernement de huit ministres, dont la liste avait été dévoilée quelques jours auparavant.

## Composition
- Par rapport au cabinet Schwesig I, les nouveaux ministres sont indiqués en gras et ceux ayant changé d'attributions le sont en italique.

| Poste                                                                                 | Titulaire | Titulaire                            | Parti |
| ------------------------------------------------------------------------------------- | --------- | ------------------------------------ | ----- |
| Ministre-présidente                                                                   |           | Manuela Schwesig                     | SPD   |
| Vice-ministre-présidente Ministre de l'Éducation et de la Petite enfance              |           | Simone Oldenburg                     | Linke |
| Ministre de l'Intérieur, des Travaux publics et du Numérique                          |           | Christian Pegel                      | SPD   |
| Ministre de la Justice, de l'Égalité et de la Protection des consommateurs            |           | Jacqueline Bernhardt                 | Linke |
| Ministre des Finances                                                                 |           | Heiko Geue                           | SPD   |
| Ministre de l'Économie, des Infrastructures, du Tourisme et du Travail                |           | Reinhard Meyer (jusqu'au 11/12/2024) | SPD   |
| Ministre de l'Économie, des Infrastructures, du Tourisme et du Travail                |           | Wolfgang Blank                       | Sans  |
| Ministre du Climat, de l'Agriculture, de la Ruralité et de l'Environnement            |           | Till Backhaus                        | SPD   |
| Ministre de la Science, de la Culture, et des Affaires européennes et internationales |           | Bettina Martin                       | SPD   |
| Ministre des Affaires sociales, de la Santé et des Sports                             |           | Stefanie Drese                       | SPD   |